# Alberta Highway 28A
Der Alberta Highway 28A befindet sich in der kanadischen Provinz Alberta, er hat eine Länge von 92 km. Der Beginn des Highways befindet sich in Edmonton am Highway 16, dem Yellowhead Highway und endet auch wieder am Yellowhead Highway südlich von Chipman. Er ist Teil des National Highway Systems und wird dort als Hauptroute (Core Route) geführt.

## Streckenführung
Streckenbeginn ist am Highway 15 im Nordosten von Edmonton, er führt nach Norden. An der Stadtgrenze kreuzt Highway 37, die Route folgt weiter nordwärts durch die Kleinstadt Gibbons. Nördlich von Gibbons trifft sie auf Highway 28 und endet dort.